# Liste des œuvres d'art de Vaucluse
Cet article vise à recenser les œuvres d'art dans l'espace public de Vaucluse, en France.

## Liste
Les œuvres sont classées par ordre alphabétique de communes et, au sein de celles-ci, par ordre chronologique d'installation, dans la mesure des informations disponibles.

### Sculptures
| Œuvre                                           | Auteur                   | Commune                  | Localisation                                                 | Notes | Installation | Coordonnées                      | Illustration |
| ----------------------------------------------- | ------------------------ | ------------------------ | ------------------------------------------------------------ | --- | ------------ | -------------------------------- | --- |
| Statue de Jean Althen,                          | Marcella Kratz           | Althen-des-Paluds        | À déterminer                                                 | Représente Jean Althen. | 2005         | 44° 00′ 17″ nord, 4° 57′ 26″ est | Statue de Jean Althen |
| Avignon                                         | Michel Deverne           | Avignon                  | À déterminer                                                 | | À déterminer | à géolocaliser                   | Image manquante |
| Buste d'Esprit Requien                          | À déterminer             | Avignon                  | À déterminer                                                 | Représente Esprit Requien. | À déterminer | 43° 56′ 41″ nord, 4° 48′ 21″ est | Buste d'Esprit Requien à Avignon |
| Buste de Félix Gras                             | À déterminer             | Avignon                  | Rocher des Doms                                              | Représente Félix Gras. | À déterminer | 43° 57′ 11″ nord, 4° 48′ 29″ est | Buste de Félix Gras à Avignon |
| Buste de Frédéric Mistral                       | À déterminer             | Avignon                  | À déterminer                                                 | Représente Frédéric Mistral. | À déterminer | 43° 56′ 55″ nord, 4° 48′ 21″ est | Buste de Frédéric Mistral à Avignon |
| Buste de Joseph Roumanille,                     | Jean-Pierre Gras         | Avignon                  | Dans le jardin Perdiguier, anciennement square Saint-Martial | Représente Joseph Roumanille. Victorien Bastet                                                                                          | 1960         | à géolocaliser                   | Buste de Joseph Roumanille« Monument à Joseph Roumanille à Avignon », sur À nos grands hommes,« Monument à Joseph Roumanille à Avignon », sur e-monumen |
| Buste de Paul Saïn                              | À déterminer             | Avignon                  | Rocher des Doms                                              | Représente Paul Saïn. | À déterminer | à géolocaliser                   | Buste de Paul Saïn |
| Buste de Théodore Aubanel,                      | À déterminer             | Avignon                  | Dans le square Agricol Perdiguier                            | Représente Théodore Aubanel. | À déterminer | 43° 56′ 41″ nord, 4° 48′ 23″ est | Buste de Théodore Aubanel |
| Équilibre                                       | Brigitte Nahon           | Avignon                  | À déterminer                                                 | | À déterminer | à géolocaliser                   | Image manquante |
| Statue de Jean Althen                           | À déterminer             | Avignon                  | Rocher des Doms                                              | Représente Jean Althen. | À déterminer | à géolocaliser                   | Statue de Jean Althen |
| Buste d'Agricol Perdiguier                      | À déterminer             | Avignon                  | À déterminer                                                 | Représente Agricol Perdiguier. | À déterminer | 43° 56′ 40″ nord, 4° 48′ 24″ est | Buste d'Agricol Perdiguier |
| Monument au millénaire capétien                 | À déterminer             | Avignon                  | Rocher des Doms                                              | | À déterminer | 43° 57′ 07″ nord, 4° 48′ 28″ est | Monument au millénaire capétien à Avignon |
| Buste de Paul Vayson                            | Félix Charpentier        | Avignon                  | Rocher des Doms                                              | | À déterminer | à géolocaliser                   | Buste de Paul Vayson |
| Mains                                           | À déterminer             | Beaumes-de-Venise        | À déterminer                                                 | | À déterminer | 44° 07′ 15″ nord, 5° 00′ 49″ est | Mains à Beaumes-de-Venise |
| Le Raisin noir                                  | À déterminer             | Blauvac                  | À déterminer                                                 | | À déterminer | 44° 01′ 59″ nord, 5° 11′ 45″ est | Le Raisin noir à Blauvac |
| Le Génie des sciences - Hommage à Louis Pasteur | Armand Martial           | Bollène                  | À déterminer                                                 | | À déterminer | 44° 16′ 56″ nord, 4° 44′ 50″ est | Image manquante |
| Les Lutteurs                                    | Félix Charpentier        | Bollène                  | À déterminer                                                 | | 1905         | 44° 16′ 48″ nord, 4° 44′ 54″ est | Les Lutteurs (Charpentier)à Bollène |
| Monument au Tambour d'Arcole                    | Jean Barnabé Amy         | Cadenet                  | À déterminer                                                 | Inscrit MH (2009). | 1892         | 43° 44′ 05″ nord, 5° 22′ 25″ est | Monument au Tambour d'Arcole à Cadenet |
| Statue de Joseph-Dominique d'Inguimbert         | À déterminer             | Carpentras               | À déterminer                                                 | Représente Joseph-Dominique d'Inguimbert.                                                                                               | À déterminer | 44° 03′ 05″ nord, 5° 02′ 52″ est | Statue de Joseph-Dominique d'Inguimbert |
| Buste de Castil-Blaze                           | À déterminer             | Cavaillon                | Place Castil-Blaze                                           | Représente Castil-Blaze. Notice no IA84000523, sur la plateforme ouverte du patrimoine, base Mérimée, ministère français de la Culture. |              | 43° 50′ 12″ nord, 5° 02′ 16″ est | Buste de Castil-Blaze à Cavaillon |
| Le Brave Crillon                                | À déterminer             | Crillon-le-Brave         | À déterminer                                                 | | À déterminer | 44° 07′ 06″ nord, 5° 08′ 37″ est | Le Brave Crillon |
| L'Arbre de la vie                               | Ettore Greco             | Lacoste                  | À déterminer                                                 | | À déterminer | à géolocaliser                   | Image manquante |
| Éros et Thanatos                                | Alexander Bourganov (en) | Lacoste                  | À déterminer                                                 | | À déterminer | à géolocaliser                   | Image manquante |
| Monument au marquis de Sade                     | À déterminer             | Lacoste                  | Château de Lacoste                                           | | À déterminer | 43° 49′ 57″ nord, 5° 16′ 16″ est | Monument au marquis de Sade à Lacoste |
| Buste de Joseph François Garnier                | À déterminer             | Lauris                   | À déterminer                                                 | | À déterminer | 43° 44′ 53″ nord, 5° 18′ 51″ est | Buste de Joseph François Garnier à Lauris |
| Sculpture                                       | À déterminer             | Monieux                  | À déterminer                                                 | | À déterminer | 44° 04′ 04″ nord, 5° 21′ 33″ est | Sculpture à Monieux |
| Buste d'Auguste Béraud                          | À déterminer             | Monteux                  | À déterminer                                                 | | À déterminer | 44° 02′ 11″ nord, 4° 59′ 56″ est | Buste d'Auguste Béraud à Monteux |
| Saint-Gens                                      | À déterminer             | Monteux                  | À déterminer                                                 | | À déterminer | 44° 02′ 11″ nord, 4° 59′ 46″ est | Saint Gens à Monteux |
| Raimbaud II d'Orange                            | Daniel Ducommun du Locle | Orange                   | À déterminer                                                 | | À déterminer | 44° 08′ 15″ nord, 4° 48′ 29″ est | Raimbaud II d'Orange à Orange |
| Monument commémoratif à Louis Giraud            | Marius Saïn              | Pernes-les-Fontaines     | À déterminer                                                 | Inscrit MH (2009). | À déterminer | 43° 59′ 54″ nord, 5° 03′ 18″ est | Monument à Louis Giraud |
| Buste d'Alphonse Tavan                          | À déterminer             | Piolenc                  | À déterminer                                                 | | À déterminer | 44° 10′ 41″ nord, 4° 45′ 43″ est | Buste d'Alphonse Tavan à Piolenc |
| Mémorial des vignerons                          | À déterminer             | Sainte-Cécile-les-Vignes | À déterminer                                                 | | À déterminer | 44° 14′ 42″ nord, 4° 53′ 13″ est | Mémorial des vignerons à Sainte-Cécile-les-Vignes |
| Joseph Talon                                    | À déterminer             | Saint-Saturnin-lès-Apt   | À déterminer                                                 | | À déterminer | 43° 56′ 35″ nord, 5° 23′ 00″ est | Joseph Talon à Saint-Saturnin-lès-Apt |
| Saint Marc                                      | À déterminer             | Sault                    | À déterminer                                                 | | À déterminer | 44° 05′ 32″ nord, 5° 24′ 25″ est | Saint Marc à Sault |
| Buste d'Antony Réal                             | À déterminer             | Sérignan-du-Comtat       | À déterminer                                                 | | À déterminer | 44° 11′ 18″ nord, 4° 50′ 42″ est | Buste d'Antony Réal à Sérignan-du-Comtat |
| Jean-Henri Fabre                                | À déterminer             | Sérignan-du-Comtat       | À déterminer                                                 | | À déterminer | 44° 11′ 20″ nord, 4° 50′ 41″ est | Jean-Henri Fabre à Sérignan-du-Comtat |
| Monument aux déportés du train fantôme          | À déterminer             | Sorgues                  | À déterminer                                                 | | À déterminer | 44° 00′ 19″ nord, 4° 52′ 31″ est | Monument aux déportés du train fantôme à Sorgues |
| Buste de Pierre Goujon d'Alcantara              | Félix Devaux             | Le Thor                  | À déterminer                                                 | | À déterminer | 43° 55′ 42″ nord, 4° 59′ 34″ est | Buste de Pierre Goujon d'Alcantara |
| Molière                                         | À déterminer             | Le Thor                  | À déterminer                                                 | Représente Molière. | À déterminer | 43° 55′ 40″ nord, 4° 59′ 35″ est | Molière au thor |
| Jean Racine                                     | À déterminer             | Le Thor                  | À déterminer                                                 | Représente Jean Racine. | À déterminer | 43° 55′ 40″ nord, 4° 59′ 33″ est | Racine au Thor |
| Sculpture                                       | À déterminer             | Vaison-la-Romaine        | À déterminer                                                 | | À déterminer | à géolocaliser                   | Sculpture |
| Sculpture                                       | À déterminer             | Vaison-la-Romaine        | À déterminer                                                 | | À déterminer | à géolocaliser                   | Sculpture |
| Sculpture                                       | À déterminer             | Vaison-la-Romaine        | À déterminer                                                 | | À déterminer | à géolocaliser                   | Sculpture |

### Monuments aux morts
| Œuvre | Auteur | Commune | Localisation | Notes | Installation | Coordonnées | Illustration |
| ----- | ------ | ------- | ------------ | ----- | ------------ | ----------- | ------------ |

### Fontaines
| Œuvre                   | Auteur            | Commune                | Localisation     | Notes | Installation | Coordonnées                      | Illustration                            |
| ----------------------- | ----------------- | ---------------------- | ---------------- | --- | ------------ | -------------------------------- | --------------------------------------- |
| Fontaine Saint-Pierre   | À déterminer      | Apt                    | À déterminer     | | À déterminer | 43° 52′ 34″ nord, 5° 23′ 59″ est | Image manquante                         |
| Fontaine                | Félix Charpentier | Avignon                | Rocher des Doms  | | À déterminer | 43° 57′ 09″ nord, 4° 48′ 28″ est | Fontaine de Félix Charpentier à Avignon |
| Fontaine Guillaume Puy  | À déterminer      | Avignon                | À déterminer     | | À déterminer | 43° 56′ 57″ nord, 4° 48′ 52″ est | Fontaine Guillaume Puy à Avignon        |
| Fontaine Paul Pamard    | À déterminer      | Avignon                | À déterminer     | | À déterminer | 43° 56′ 47″ nord, 4° 48′ 21″ est | Fontaine Paul Pamard à Avignon          |
| Fontaine                | À déterminer      | Cairanne               | À déterminer     | | À déterminer | 44° 13′ 59″ nord, 4° 56′ 00″ est | Fontaine à Cairanne                     |
| Fontaine                | À déterminer      | Carpentras             | À déterminer     | | À déterminer | 44° 03′ 17″ nord, 5° 02′ 52″ est | Fontaine à Carpentras                   |
| Fontaine de l'Ange      | À déterminer      | Carpentras             | Place Charretier | inventaire général : Notice no IA84000630, sur la plateforme ouverte du patrimoine, base Mérimée, ministère français de la Culture | 1731         | 44° 03′ 19″ nord, 5° 02′ 55″ est | Fontaine de l'Ange (Carpentras)         |
| Fontaine                | À déterminer      | Châteauneuf-de-Gadagne | À déterminer     | | À déterminer | à géolocaliser                   | Fontaine                                |
| Fontaine                | À déterminer      | Courthézon             | À déterminer     | | À déterminer | 44° 02′ 30″ nord, 4° 53′ 57″ est | Fontaine à Courthézon                   |
| Fontaine                | À déterminer      | Courthézon             | À déterminer     | | À déterminer | 44° 02′ 21″ nord, 4° 53′ 55″ est | Fontaine à Courthézon                   |
| Fontaine                | À déterminer      | Entraigues             | À déterminer     | | À déterminer | 44° 00′ 16″ nord, 4° 55′ 30″ est | Fontaine à Entraigues                   |
| Fontaine                | À déterminer      | Monieux                | À déterminer     | | À déterminer | 44° 04′ 02″ nord, 5° 21′ 31″ est | Fontaine à Monieux                      |
| Fontaine Nicolas Saboly | À déterminer      | Monteux                | À déterminer     | Représente Nicolas Saboly. | À déterminer | 44° 02′ 08″ nord, 4° 59′ 48″ est | Fontaine Nicolas Saboly à Monteux       |
| Fontaine                | À déterminer      | Saignon                | À déterminer     | | À déterminer | 43° 51′ 47″ nord, 5° 25′ 44″ est | Fontaine à Saignon                      |
| Fontaine Raimbault      | À déterminer      | Vacqueyras             | À déterminer     | | À déterminer | 44° 08′ 18″ nord, 4° 59′ 06″ est | Fontaine Raimbault à Vacqueyras         |